# Niues herrlandslag i fotboll
Niues herrlandslag i fotboll (engelska: Niue national soccer team) kontrollerat av Niue Football Association och representerar Niue i internationella fotbollsmatcher. Niue var inte medlem i Fifa, även om det var en associerad medlem av OFC till dess att dess medlemskap återkallades 2021 på grund av inaktivitet.
Niue har bara spelat två matcher – båda vid Södra Stillahavsspelen 1983. En 0–14-förlust mot Franska Polynesien följdes av en 0–19-förlust mot Papua Nya Guinea.